# Greenville Spinners
I Greenville Spinners sono stati una franchigia di pallacanestro della GBA, con sede a Greenville, nella Carolina del Sud, attivi dal 1991 al 1992.
Raggiunsero la finale nel 1991-92, perdendo per 4-3 con i Music City Jammers. Scomparvero l'anno successivo, dopo il fallimento della lega.

## Stagioni
| Stagione | Lega | Denominazione       | V  | P  | %    | Piazzamento | Play-off |
| -------- | ---- | ------------------- | -- | -- | ---- | ----------- | -------- |
| 1991-92  | GBA  | Greenville Spinners | 36 | 28 | 57,2 | 2º          | Finale   |
| 1992-93  | GBA  | Greenville Spinners | 9  | 5  | 64,3 | 2º          | -        |